# Кумульське ханство
Кумульське ханство — напівавтономне феодальне тюркське ханство (еквівалент хошуну в Монголії) в імперії династії Цін, а потім Республіці Китай, доки воно не було скасовано губернатором Сіньцзяну Цзінь Шуренем у 1930 році. Ханство було розташоване на території сучасної префектури Хамі в Сіньцзяні.

## Історія
Хани Кумула були прямими нащадками ханів Чагатайського ханства і, таким чином, останніми нащадками Монгольської імперії.
У 1513 році Династія Мін встановила данницькі відносини з Турпанським ханством. Це поклало край пануванню держави Кара-Дел після його завоювання Мансур-ханом у Мін-Турпанському конфлікті. Турпанське ханство платило данину Мін. Під керівництвом султана Саїд-Баба-хана ханство підтримало китайських мусульман, лоялістів Мін під час повстання Мілаїнів у 1646 роціпроти династії Цін.
Починаючи з 1647 року, після поразки лоялістів Мін, під час якої князь Кумула Турумтай був убитий від рук військ Цін, Кумул підкорився Ціну та надсилав данину. Ханство потрапило під владу Цін і залишилося ханством як частина імперії Цін. У 1696 році під час Ойратсько-манчжурської воєн Абдулла Бег Тархан (син правителя Кумула Мухаммеда Шах-і-Бега Тархана) отримав титул «Джасак Тархан», правителя Хамі після підпорядкування Ціну як васалу.
Ханство воювало проти джунгарів на боці Цин. Кумул продовжував залишатися васальним ханством, коли Сіньцзян був перетворений на провінцію в 1884 році після дунганського повстання.
Хани також отримали титул Циньван (князя першого рангу) імперії Цін. Цинський суд надавав ханам величезну владу, за винятком виконання страти, яку мав дозволити китайський чиновник, призначений у Кумулі. Хани офіційно були васалами імператора Китаю, і кожні шість років повинні були відвідувати Пекін, щоб бути слугами імператора протягом 40 днів.
Воно також було відоме як князівство Кумул, а китайці називали його Хамі. Хани дружньо ставилися до китайського правління та влади.
Хан Мухаммед і його син і наступник Хан Максуд Шах обклали своїх підданих великими податками та вимагали примусову працю, що призвело до двох повстань проти його правління в 1907 і 1912 роках.
При дворі хану допомагав канцлер/візир/головний міністр. Канцлером останнього хана, Максуд-шаха, був Юлбарс-хан, тигровий принц Хамі.
Хан сплачував Урумчі невелику щорічну данину, а натомість уряд Сіньцзяну виплачував йому офіційну субсидію у розмірі 1200 срібних таелів щороку — безсумнівно, на думку Ян Цзенсіня, досить мала сума для забезпечення подальшої покори стратегічно важливого ханства.
Ханьський губернатор Сіньцзяну Ян Цзенсінь був монархістом, толерував ханство та дружньо ставився до хана Максуд-шаха.
Приблизно в 1920-х роках японські секретні агенти почали досліджувати район Кумула.
Саме існування ханства завадило уйгурам повстати, оскільки ханство являло собою уряд, де правила особа їхньої етнічної приналежності та релігії. Ліквідація ханства призвела до кривавого повстання.
До 1928 року, незабаром після вбивства Ян Цзенсіня, було підраховано, що старіючий Максуд Шах правив населенням від 25 000 до 30 000 кумулліків. Хан відповідав за стягнення податків і відправлення правосуддя; його управління спиралося на двадцять одного бега, четверо з яких відповідали за сам Кумул, п'ять інших відповідали за села на рівнинах, а решта дванадцять керували гірськими регіонами Баркул і Карлик Таг. Максуд Шах також підтримував уйгурське ополчення, яке вважалося краще навченим, ніж його колега в переважно китайському Старому місті. Ґрунт оази був багатим і добре обробленим, а умови Кумулліків до 1929 року були відносно задоволеними та процвітаючими. За британськими місіонерами Мілдред Кейбл і Франческою Френч, обидві з яких особисто знали Максуд Шаха, подальше існування Кумульського ханства також мало психологічне значення для уйгурів Турфану та Тарімського басейну, які терпимо ставилися до китайського правління до тих пір, поки їхня власна резиденція уряду була міцно встановлена в Хамі під керівництвом хана Максуд Шаха, який досі носить гордий титул короля Гобі.
Після смерті Максуд-шаха в березні 1930 року Цзінь Шурен замінив ханство трьома звичайними провінційними адміністративними округами Хамі, Іхе та Іу. Це поклало початок Кумульському повстанню, під час якого Юлбарс-хан намагався відновити спадкоємця Насіра на престолі.

## Список ханів
Список ханів Кумульського ханства:
| Покоління    | Ім'я                                         | роки правління | інформації |
| ------------ | -------------------------------------------- | -------------- | --- |
| 1 покоління  | Абдулла Бег 額貝都拉 é-bèi-dōu-lā            | 1697—1709      | На 36-му році правління Кансі йому було присвоєно титул Джасаг Дархан першого рангу. Він помер на 48-му році правління Кансі. |
| 2 покоління  | Гапур Бег 郭帕 guō-pà,                       | 1709—1711      | Старший син Абдулла-бека. На 48-му році правління Кансі йому було присвоєно титул Джасаг Дархан першого рангу. Він помер на п'ятдесятому році правління Кансі. |
| 3 покоління  | Емін 額敏 É-mǐn                              | 1711—1740      | Старший син Гапур-бека. На п'ятдесятому році правління Кансі він успадкував титул Джасаг Дархана першого рангу. На п'ятому році правління Юнчжен він отримав звання Чженьго Гун (鎮國公) (князь, який охороняє державу); на 7-му році правління Юнчжена він отримав звання Гушань Бейзі (固山貝子) (Прапорний князь). На 5-му році правління Цяньлуна він помер.                                                                             |
| 4 покоління  | Юсуф 玉素甫 Yù-sù-fǔ або Юсуп 玉素卜yù sù bǔ | 1740-1767      | Старший син Еміна. На п'ятому році правління Цяньлуна він успадкував титул Джасаг Чженго Гун. На 10-му році правління Цяньлуна його підвищили до Гушань Бейцзи. На 23-му році правління Цяньлуна йому було присвоєно титул Бейле Пінджі (貝勒品級). На 24-му році правління Цяньлуна йому було присвоєно титул Дуолуо Бейле (多羅貝勒) і титул Цзюньван Піньдзі (郡王品級). Помер у 12-му місяці 31-го року (січень 1767).                   |
| 5 покоління  | Ісхак 伊薩克 yī-sà-kè                        | 1767—1780      | Другий син Юсуфа. На 32-му році правління Цяньлуна він успадкував титул піндзі Джунван Джасаг Дуолуо Бейле. У 45-му році він помер. |
| 6 покоління  | Ардашир 額爾德錫爾 é-Ěr-dé-xī-ěr             | 1780-1813      | Старший син Ішака. На 45-му році правління Цяньлуна він успадкував титул Цзюньван пінджі Джасаг дуолуо бейле. У 48-му році імператорським наказом йому було надано постійне престолонаслідування (всі його нащадки автоматично успадковували його титул). На 18-му році правління імператора Цзяціна він помер. |
| 7 покоління  | Башир 博錫爾 bó-xī-ěr                        | 1813—1867      | Син Ардашира. На 18-му році правління Цзяціна він успадкував (титули свого батька). На 12-му році правління Даогуана його підвищили до Дуолуо Цзюньвана 多羅郡王. На третьому році правління Сяньфена йому було присвоєно титул Ціньван 親王. На п'ятому році правління Тунчжі спалахнуло дунганське повстання, але він залишився вірним (Цин). На шостому році правління Тунчжі йому посмертно було присвоєно титул Хечжо Ціньван 和碩親王. |
| 8 покоління  | Мухаммад 賣哈莫特 mài-hǎ-mò-tè               | 1867—1882      | Син Башира. На шостому році правління Тунчжі успадкував титул Джасаг Хешуо Цінван. На сьомому році правління Гуансюй він помер, не залишивши нікого, хто б успадкував його титул. |
| 9 покоління  | Максуд Шах 沙木胡索特 shā-mù-hú-suǒ-tè       | 1882—1930      | Родинний племінник Мухаммеда. На восьмому році правління Гуансюй успадкував свої титули. На четвертому році правління Китайської республіки його платню цинвану подвоїли. У 19 році Китайської Республіки на шостому місяці на шостий день він помер від хвороби. |
| 10 покоління | Насір 聶滋爾 niè-zī-ěr                       | 1930-1934 роки | Другий син Максуд Шаха. У 19-му році Китайської Республіки на 9-му місяці на 13-й день він успадкував свої титули. На 23-му році Республіки він помер. |
| 11 покоління | Башир 伯錫爾 bó-xī-ěr                        | 1934—1949      | Старший син Насіра. На 23-му році Республіки на четвертому місяці він успадкував свої титули. Його заарештували і відправили у в'язницю. У 1951 році він помер під час ув'язнення. |